# Edward Benedicks
Edward Benedicks (Menton, Alps Marítims, 9 de febrer de 1879 - Estocolm, 24 d'agost de 1960) va ser un tirador suec que va competir a començaments del segle XX i que va prendre part en tres edicions dels Jocs Olímpics.
El 1908 va prendre part en els Jocs Olímpics de Londres, on va disputar la prova de la fossa olímpica individual del programa de tir. Finalitzà la prova en 27a posició.
Quatre anys més tard, als Jocs d'Estocolm, va disputar tres proves del programa de tir. Guanyà la medalla de plata en la prova del tir al cérvol, doble tret, mentre en la del tir al cérvol, tret simple fou 28è i en la fossa olímpica individual 38è.
El 1920, a Anvers, va disputar els seus tercers i darrers Jocs Olímpics. En ells guanyà una nova medalla de plata, en aquesta ocasió en la prova de tir al cérvol, doble tret per equips, única prova del programa de tir que disputà.